# London Borough of Hillingdon
Der London Borough of Hillingdon [ˈhɪlɪŋdən] ist ein Stadtbezirk von London. Er liegt im äußersten Westen der Stadt. Bei der Gründung der Verwaltungsregion Greater London im Jahr 1965 entstand er aus dem Municipal Borough of Uxbridge, dem Hayes and Harlington Urban District, dem Ruislip-Northwood Urban District und dem Yiewsley and West Drayton Urban District in der Grafschaft Middlesex.
Der Flughafen Heathrow liegt im Süden des Bezirks und der Militärflugplatz Northolt Aerodrome im Norden.
Durch den Stadtbezirk fließt der River Pinn. 
Im Stadtteil Harefield liegt der Sitz der Bundeswehrverwaltungsstelle für Großbritannien.

## Stadtteile

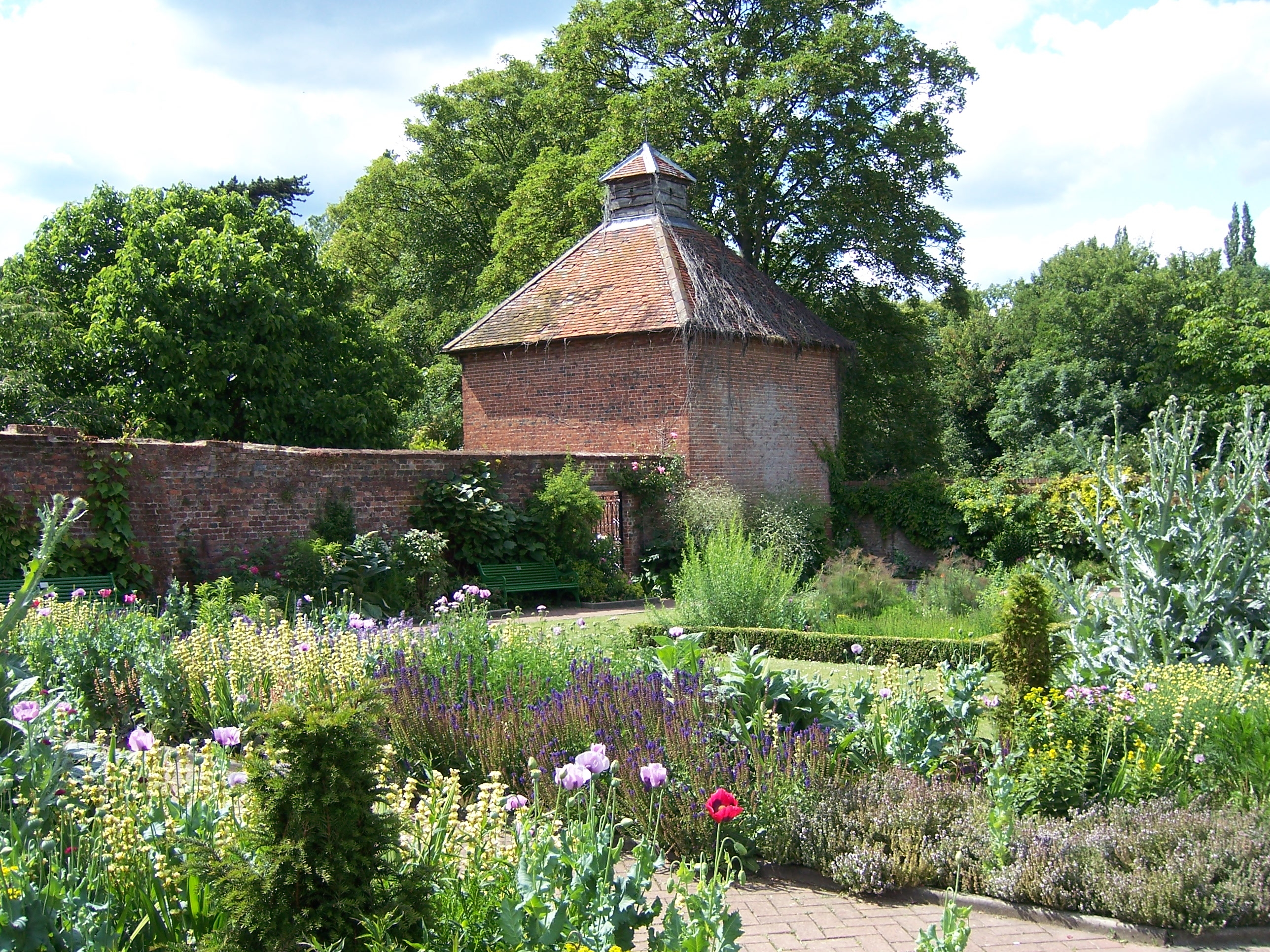
Eastcote House Garten

- Cowley
- Eastcote
- Harefield
- Harlington
- Harmondsworth
- Hatton
- Hayes
- Hayes End
- Heathrow
- Hillingdon
- Ickenham
- Longford
- Northwood
- Northwood Hills
- Ruislip
- Ruislip Gardens
- Ruislip Manor
- Sipson
- South Ruislip
- Uxbridge
- West Drayton
- West Ruislip
- Yeading
- Yiewsley

## Bevölkerung
Die Bevölkerung setzte sich 2008 zusammen aus 73,6 % Weißen, 15,3 % Asiaten, 5,5 % Schwarzen und 0,8 % Chinesen.

## Persönlichkeiten
- Charles Brown (1827–1905), Maschinenkonstrukteur
- Roger Hilton (1911–1975), Maler
- Peter Ind (1928–2021), Jazzmusiker
- Don Thompson (1933–2006), Leichtathlet
- Big Jim Sullivan (1941–2012), Gitarrist
- Derek Jarman (1942–1994), Filmregisseur
- Christine Keeler (1942–2017), Model
- Robin Widdows (* 1942), Autorennfahrer
- Michael Anderson Jr. (* 1943), Schauspieler
- Penny Rimbaud (* 1943), Punkmusiker
- Tony Pond (1945–2002), Rallyefahrer
- Ron Wood (* 1947), Rockmusiker
- Steve Priest (1948–2020), Bassist der Rockgruppe „The Sweet“
- Jane Seymour (* 1951), Schauspielerin
- Ray Wilkins (1956–2018), Fußballtrainer und -spieler
- Glenn Hoddle (* 1957), Fußballtrainer und -spieler
- Dominique Eade (* 1958), Sängerin und Pianistin
- Danny Kingston (* 1973), Judoka
- Roger Hammond (* 1974), Radrennfahrer
- Henry Jackman (* 1974), Filmkomponist
- James Corden (* 1978), Comedian, Schauspieler, Sänger
- Andy Wood (* 1979), Skeletonfahrer
- Danny Morgan (* 1983), Schauspieler und Drehbuchautor
- Danielle Alakija (* 1996), Leichtathletin

## Städtepartnerschaften
Zu den Partnerstädten zählen Mantes-la-Jolie und Schleswig, bis 2010 war auch Emden eine Partnerstadt.